# Gianni Fabiano
Gianni Fabiano (Milano, 9 luglio 1984) è un allenatore di calcio ed ex calciatore italiano, di ruolo centrocampista o ala, tecnico in seconda del Mestre.

## Caratteristiche tecniche
Calciatore eclettico e soprattutto duttile, può agire sia come trequartista che da ala su entrambe le fasce, mancino di piede è in possesso di una buona tecnica individuale. Può essere impiegato talvolta anche come centrocampista centrale.

## Carriera
Inizia la sua avventura calcistica da professionista con il Meda, dove milita nella stagione 2002-2003 in Serie C2. Passa poi nell'estate 2003 in Serie D alla Canzese società comasca. Nell'estate 2004 si trasferisce al Como dove milita in Serie C1 racimolando solamente 16 presenze ed una rete.
Nell'estate 2005 passa al Carpenedolo dove gioca in Serie C2, nelle tre stagioni colleziona (play-off compresi)  73 presenze in campionato, più una presenza in Coppa Italia, siglando 12 reti con la società bresciana. Nell'estate del 2007 viene acquistato dal Parma. dove però tuttavia i ducali lo lasciano in prestito un'altra stagione alla società rossonera. Nell'estate 2008 viene ingaggiato dal Bassano società di Serie C2, dove in due stagioni (play-off compresi) disputa 59 presenze in campionato, segnando 16 reti.
Nell'estate 2010 passa al Carpi, dove rimane solamente per una stagione, giocando in campionato 20 partite e segnando 4 reti.
Il 9 luglio 2011 viene acquistato dalla Pro Vercelli. Con il club piemontese nel maggio 2012 raggiunge la promozione in Serie B in cui debutta alla prima giornata il 25 agosto dello stesso anno, nella vittoria per 1-0 contro la Ternana (anch'essa neopromossa). Alla fine dell'anno la squadra penultima con 33 punti retrocede in Lega Pro. Rimasto svincolato, fa ritorno il 25 ottobre 2013 dopo solamente pochi mesi, firmando un contratto fino al termine della stagione con la società biancocrociata. Tuttavia nell'agosto 2015 risolve il proprio contratto con la Pro Vercelli. In 4 stagioni con i piemontesi ha collezionato in tutte le competizioni 86 presenze andando a segno 7 volte.
Il 12 agosto del 2015 si trasferisce al Venezia militando in Serie D. Con la compagine lagunare 
conquista due promozioni sul campo, dalla Serie D alla Serie C e dalla medesima fino a conquistare la Serie B nella stagione 2016-2017. Nel febbraio 2018, gli viene prolungato di un altro anno il suo contratto.

## Statistiche

### Presenze e reti nei club
| Stagione            | Squadra             | Campionato          | Campionato | Campionato | Coppe nazionali | Coppe nazionali | Coppe nazionali | Coppe continentali | Coppe continentali | Coppe continentali | Totale | Totale |
| Stagione            | Squadra             | Comp                | Pres       | Reti       | Comp            | Pres            | Reti            | Comp               | Pres               | Reti               | Pres   | Reti   |
| ------------------- | ------------------- | ------------------- | ---------- | ---------- | --------------- | --------------- | --------------- | ------------------ | ------------------ | ------------------ | ------ | ------ |
| 2002-2003           | Meda                | C2                  | 1          | 0          | CI-C            | 0               | 0               | -                  | -                  | -                  | 1      | 0      |
| 2003-2004           | Canzese             | D                   | 29         | 4          | CI-D            | 0               | 0               | -                  | -                  | -                  | 29     | 4      |
| 2004-2005           | Como                | C1                  | 16+2       | 1          | CI+CI-C         | 3+0             | 0               | -                  | -                  | -                  | 21     | 1      |
| 2005-2006           | Carpenedolo         | C2                  | 26+1       | 5          | CICI-C          | 0               | 0               | -                  | -                  | -                  | 27     | 5      |
| 2006-2007           | Carpenedolo         | C2                  | 17         | 1          | CI+CI-C         | 1+0             | 0               | -                  | -                  | -                  | 18     | 1      |
| 2007-2008           | Carpenedolo         | C2                  | 27+2       | 5+1        | CI+CI-C         | 0               | 0               | -                  | -                  | -                  | 29     | 6      |
| Totale Carpenedolo  | Totale Carpenedolo  | Totale Carpenedolo  | 70+3       | 11+1       |                 | 1               | 0               |                    | -                  | -                  | 74     | 12     |
| 2008-2009           | Bassano Virtus      | 2D                  | 30+2       | 7+0        | CI+CI-LP        | 2+0             | 0               | -                  | -                  | -                  | 34     | 7      |
| 2009-2010           | Bassano Virtus      | SD                  | 27         | 9          | CI+CI-LP        | 0+1             | 0               | -                  | -                  | -                  | 28     | 9      |
| Totale Bassano      | Totale Bassano      | Totale Bassano      | 57+2       | 16         |                 | 3               | 0               |                    | -                  | -                  | 62     | 16     |
| 2010-2011           | Carpi               | 2D                  | 20         | 4          | CI+CI-LP        | 0+3             | 0               | SL-SD              | 2                  | 0                  | 25     | 4      |
| 2011-2012           | Pro Vercelli        | 1D                  | 19+1       | 1+0        | CICI-LP         | 0+3             | 0               | -                  | -                  | -                  | 23     | 1      |
| 2012-2013           | Pro Vercelli        | B                   | 15         | 2          | CI              | 1               | 0               | -                  | -                  | -                  | 16     | 2      |
| ott. 2013-2014      | Pro Vercelli        | 1D                  | 19+5       | 3+1        | CI+CI-LP        | 0               | 0               | -                  | -                  | -                  | 14     | 4      |
| 2014-2015           | Pro Vercelli        | B                   | 26         | 1          | CI              | 0               | 0               | -                  | -                  | -                  | 26     | 1      |
| Totale Pro Vercelli | Totale Pro Vercelli | Totale Pro Vercelli | 79+6       | 7+1        |                 | 4               | 0               |                    | -                  | -                  | 89     | 8      |
| 2015-2016           | Venezia             | D                   | 32+2       | 6+0        | CI-D            | 1               | 0               | -                  | -                  | -                  | 35     | 6      |
| 2016-2017           | Venezia             | LP                  | 7          | 1          | CI+CI-LP        | 0+6             | 0+3             | SLP                | 2                  | 0                  | 15     | 4      |
| 2017-2018           | Venezia             | B                   | 17+3       | 0          | CI              | 1               | 0               | -                  | -                  | -                  | 21     | 0      |
| 2018-2019           | Venezia             | B                   | -          | -          | CI              | -               | -               | -                  | -                  | -                  | -      | -      |
| Totale Venezia      | Totale Venezia      | Totale Venezia      | 56+5       | 7          |                 | 8               | 3               |                    | 2                  | 0                  | 71     | 10     |
| 2019-2020           | Mestre              | D                   | 16         | 3          | CI-D            | -               | -               | -                  | -                  | -                  | 16     | 3      |
| 2020-2021           | Mestre              | D                   | 8          | 4          | -               | -               | -               | -                  | -                  | -                  | 8      | 4      |
| Totale Mestre       | Totale Mestre       | Totale Mestre       | 19         | 5          |                 | 0               | 0               |                    | -                  | -                  | 19     | 5      |
| Totale carriera     | Totale carriera     | Totale carriera     | 347+17     | 57         |                 | 22              | 3               |                    | 4                  | 0                  | 390    | 60     |

## Palmarès

### Club

#### Competizioni nazionali
- Lega Pro Seconda Divisione: 1

Carpi: 2010-2011 (girone B)
- Serie D: 1

Venezia: 2015-2016 (girone C)
- Coppa Italia Lega Pro: 1

Venezia: 2016-2017
- Lega Pro: 1

Venezia: 2016-2017 (girone B)

#### Competizioni regionali
- Eccellenza: 1

Treviso: 2022-2023 (girone B)